# Берткау, Филипп
Филипп Берткау (нем. Philip Bertkau, 11 января 1849, Кёльн — 22 октября 1894, Бонн) — немецкий энтомолог.

## Биография
Филипп Берткау изучал естественные науки в Боннском университете.
В 1873—1874 годы — ассистент при кафедре ботаники в Мюнхене, затем — приват-доцент зоологии в Бонне, в 1883 году — экстраординарный профессор там же, где одновременно преподавал естественные науки в Сельскохозяйственной академии Поппельсдорф (нем. Poppelsdorf). Научные работы Берткау касаются морфологии членистоногих, в особенности пауков.
Изданием отличного отчета «Jahresberichte über die wissenschaftlichen Leistungen in der Entomologie» Берткау принес большую пользу науке.